# Óengus Tuirmech Temrach
Óengus Tuirmech Temrach, fils de Eochaid Ailtleathan, est selon les légendes médiévales et la tradition pseudo-historique irlandaise un Ard ri Erenn.

## Un surnom mystérieux
Le Lebor Gabála Érenn interprète son surnom comme signifiant « le calculateur de Tara », estimant que c'est lui qui a introduit pour la « première fois le calcul en Irlande » Geoffrey Keating identifie cette épithète avec « Tuirbeach », et le sens de « Honteux » en se référant à la conception incestueuse de Fíacha.

## Règne
Óengus Tuirmech Temrach arrive au pouvoir après avoir tué son prédécesseur Fergus Fortamail qui était également le meurtrier de son père. Il règne 30 (F.F.E) ou 60 ans (A.F.M), et meurt exceptionnellement sur le trône à Tara. Sa succession est assurée pacifiquement par son neveu Conall Collamrach.

## Une postérité prestigieuse
Óengus Tuirmech Temrach laisse plusieurs fils dont Énna Aignech and Fiacha Fer Mara.
- Énna devient ensuite « Haut roi » et il est considéré dans les généalogies postérieures comme l'ancêtre de Conn Cétchathach et par celui-ci des Ard ri Erenn, des Connachta ainsi que des Uí Néill,

- Fiacha est l'ancêtre d'Ailill Érann et du Clanna Dedad[3]. Óengus est réputé avoir engendré Fíacha avec sa propre fille alors qu'il était ivre. Il aurait ensuite confié l'enfant à la mer en le mettant dans bateau accompagné d'un trésor, enveloppé dans un manteau de pourpre avec une frange d'or; d'où son surnom « Fer mara », « Homme de la mer ». L'enfant recueilli par un pêcheur devient l'ancêtre de plusieurs Ard ri Erenn en Irlande et ensuite des rois de Dál Riata fondateurs de la monarchie en d'Écosse.

## Chronologie
Le Lebor Gabála Érenn synchronise le règne de Óengus Tuirmech Temrach avec celui de Ptolémée VI Philométor en Égypte Ptolémaïque (180-145 av J.-C.). La chronologie de Keating Foras Feasa ar Éirinn date son règne de 262 à 232 av. J.-C., et les Annales des quatre maîtres de 385 à -326 a. J.-C .

## Source
- (en) Cet article est partiellement ou en totalité issu de l’article de Wikipédia en anglais intitulé « Óengus Tuirmech Temrach » (voir la liste des auteurs), édition du 1 avril 2012.